# Johann David Wagner

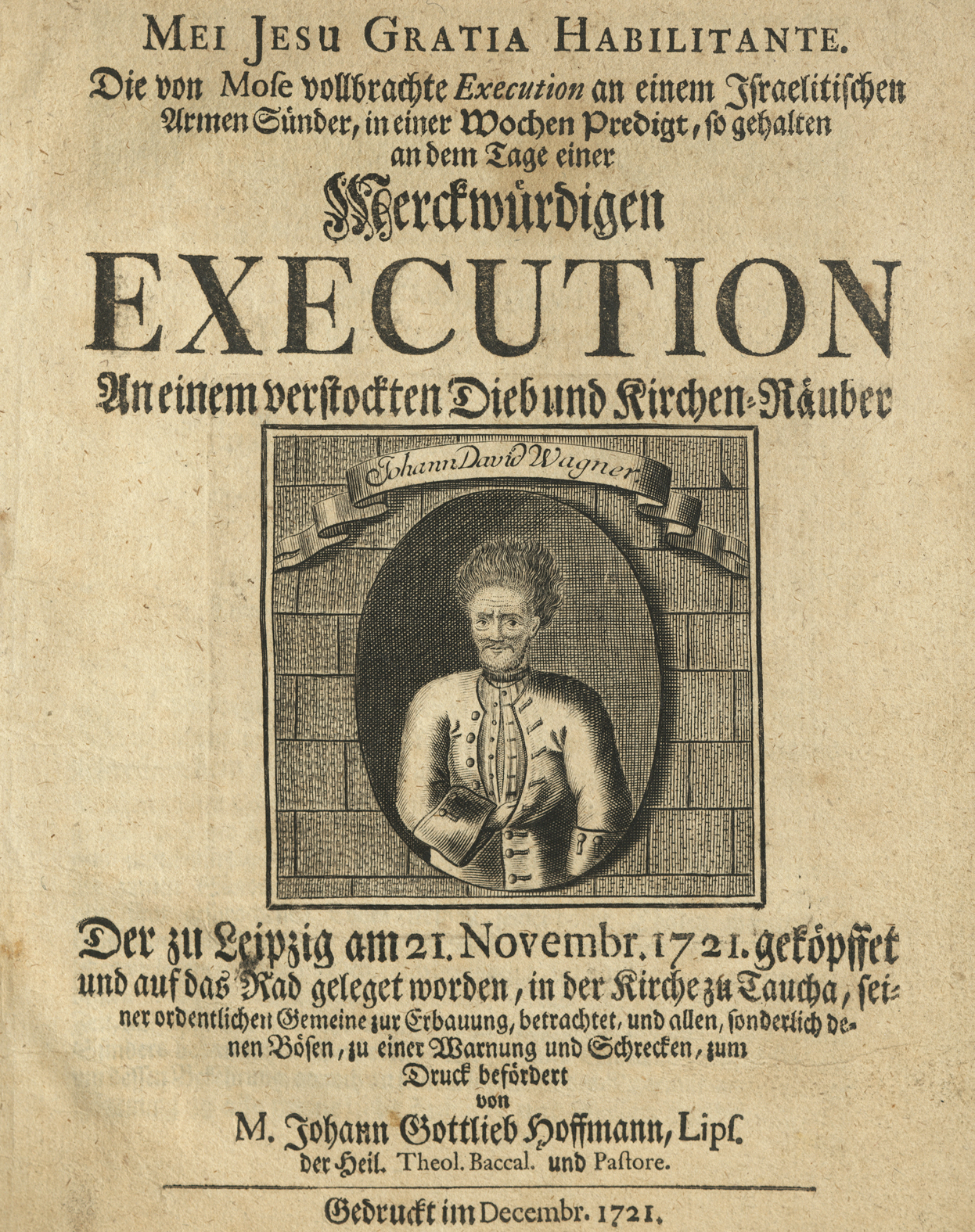
Johann David Wagner auf dem Titelblatt einer Predigt von 1721

Johann David Wagner, genannt Mause-David (* um 1680 in Niederlungwitz; † 21. November 1721 in Leipzig), war ein deutscher Räuber, Dieb und Bandenführer. Bereits zu Lebzeiten genoss er eine große Popularität. Schon kurz nach seinem Tod wurde über sein Leben ausführlich publiziert.

## Leben und Tod

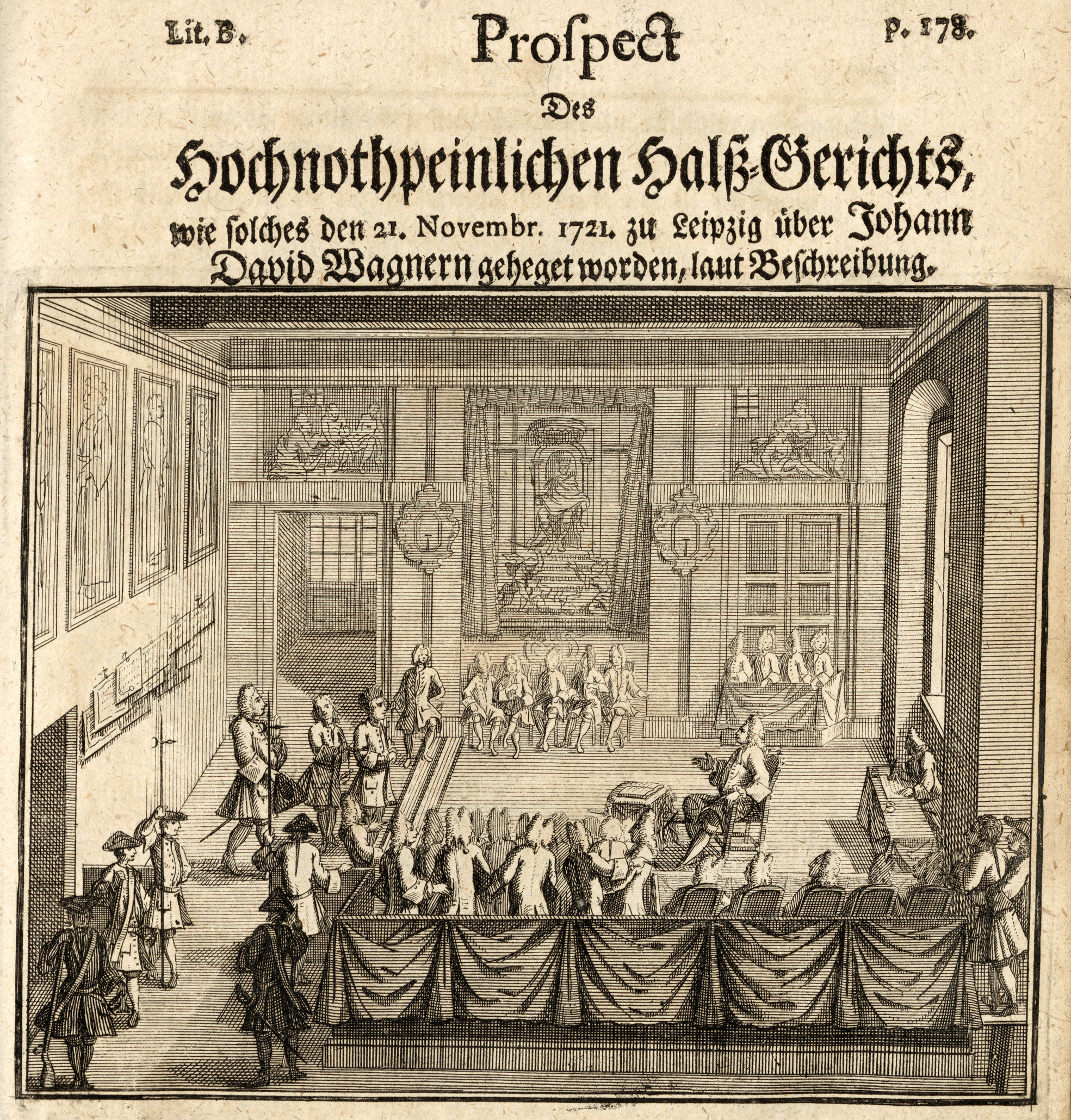
Verurteilung Wagners im heutigen Festsaal des Alten Rathauses in Leipzig

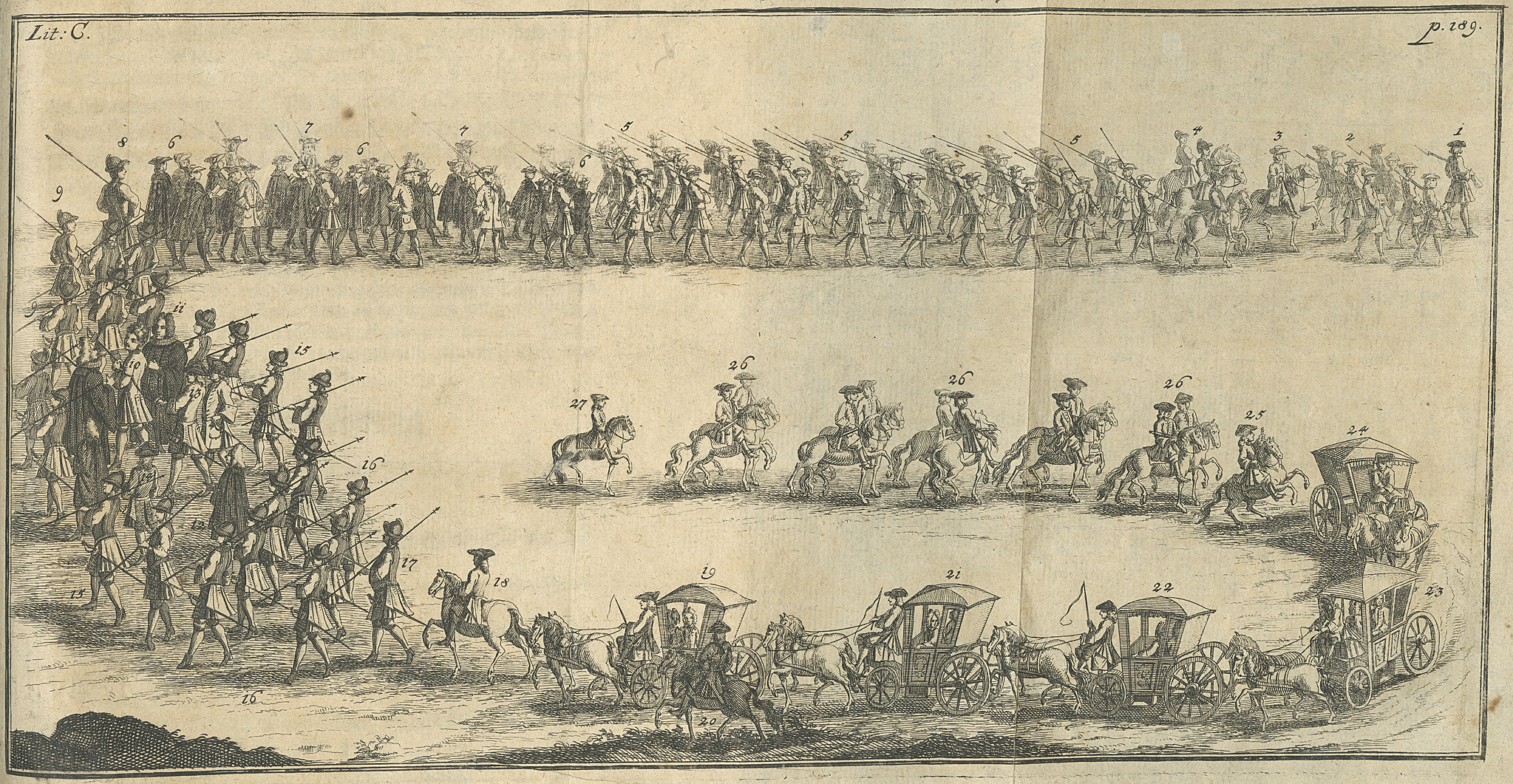
Hinrichtungszug zum Rabenstein

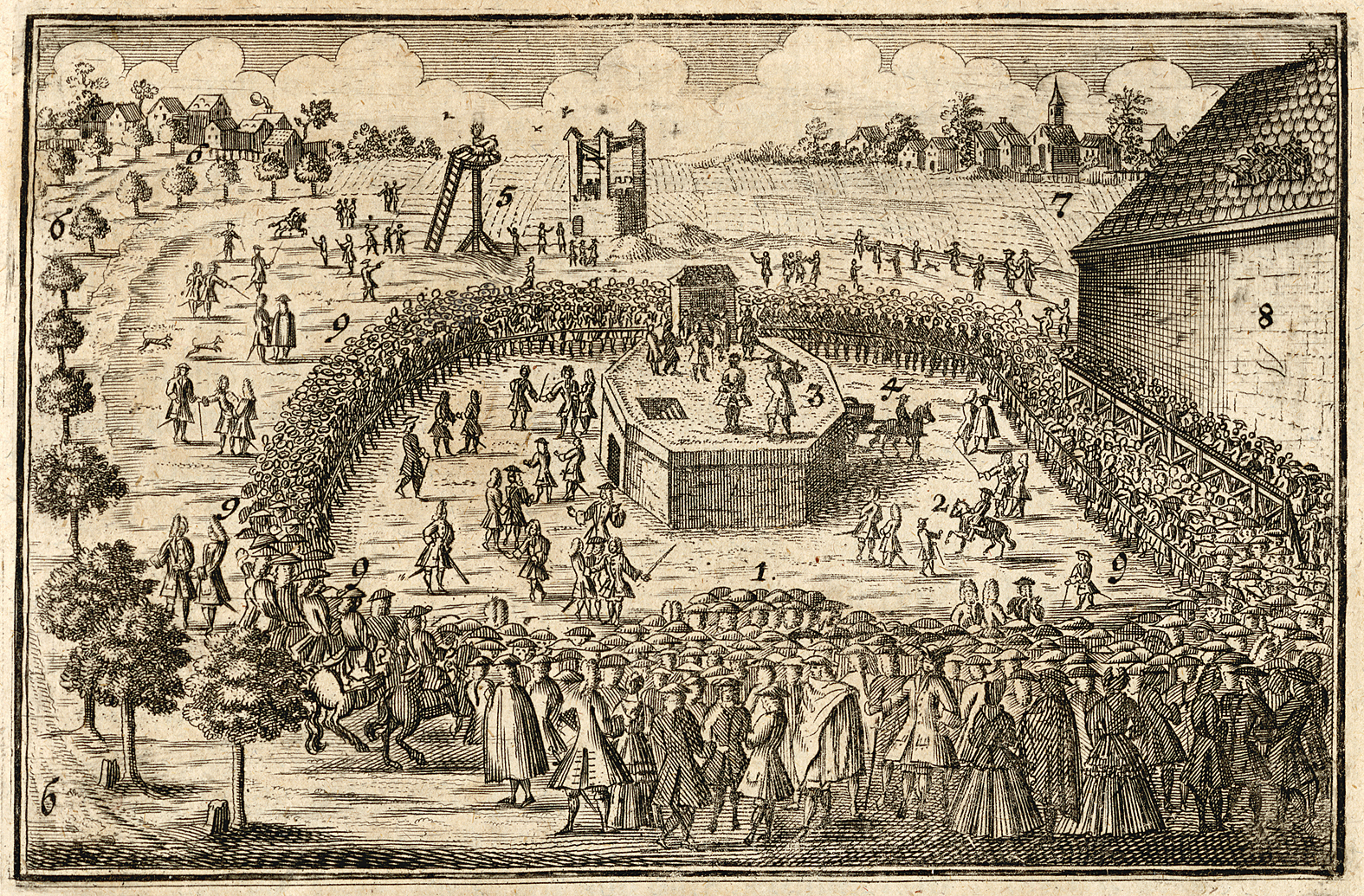
Hinrichtung Wagners auf dem Rabenstein

Johann David Wagner wurde um 1680 als Sohn des Müllers Michael Wagner im damaligen Lungwitz im Amt Lichtenstein bei Glauchau geboren. Nach dem frühen Tod seiner Eltern wuchs er bei seiner Tante mütterlicherseits auf. Nachdem er in Lichtenstein und Wildenfels insgesamt sieben Jahre lang zwei Anstellungen als Schäferknecht gehabt hatte, ging er nach Schleiz, um kurzzeitig als Eseltreiber zu arbeiten. In Werdau erlernte er anschließend drei Jahre lang das Müllerhandwerk. Auf seiner anschließenden Wanderschaft ließ er sich in Reinsdorf als Soldat der Sächsischen Armee anwerben. Bei der Belagerung von Stralsund 1711/1712 im Großen Nordischen Krieg desertierte Wagner, ging zurück in seine Heimatregion Osterland und hielt sich zunächst mit Glücksspiel finanziell über Wasser.
Als Räuber und Anführer einer Diebesbande trat Wagner nachweislich erstmals 1719 in der Region Leipzig in Erscheinung. Die kleine Gruppe um Wagner bestand aus teilweise wechselnden Männern, die er beim Karten- und Würfelspiel kennengelernt hatte. Im April 1719 erfolgten ein Einbruch in Winklers Garten in Leipzig, der Diebstahl eines Pferdes in Großstädteln sowie ein bewaffneter Raubüberfall auf einen Müller in Brandis. Im Mai des Jahres wurden bei einer Routinekontrolle in Zangenberg bei Zeitz drei Männer festgenommen, von denen einer sich als Komplize Wagners herausstellte. Er sagte gegen seinen Anführer aus, worauf Wagner und weitere Personen zur Fahndung ausgeschrieben wurden. Im Oktober und November 1719 erfolgten weitere Einbrüche. Am 29. November konnte der nun schon Mause-David genannte Räuber auf dem Roßmarkt in Leipzig festgenommen werden. Mausen ist dabei ein veralteter Begriff für stehlen.

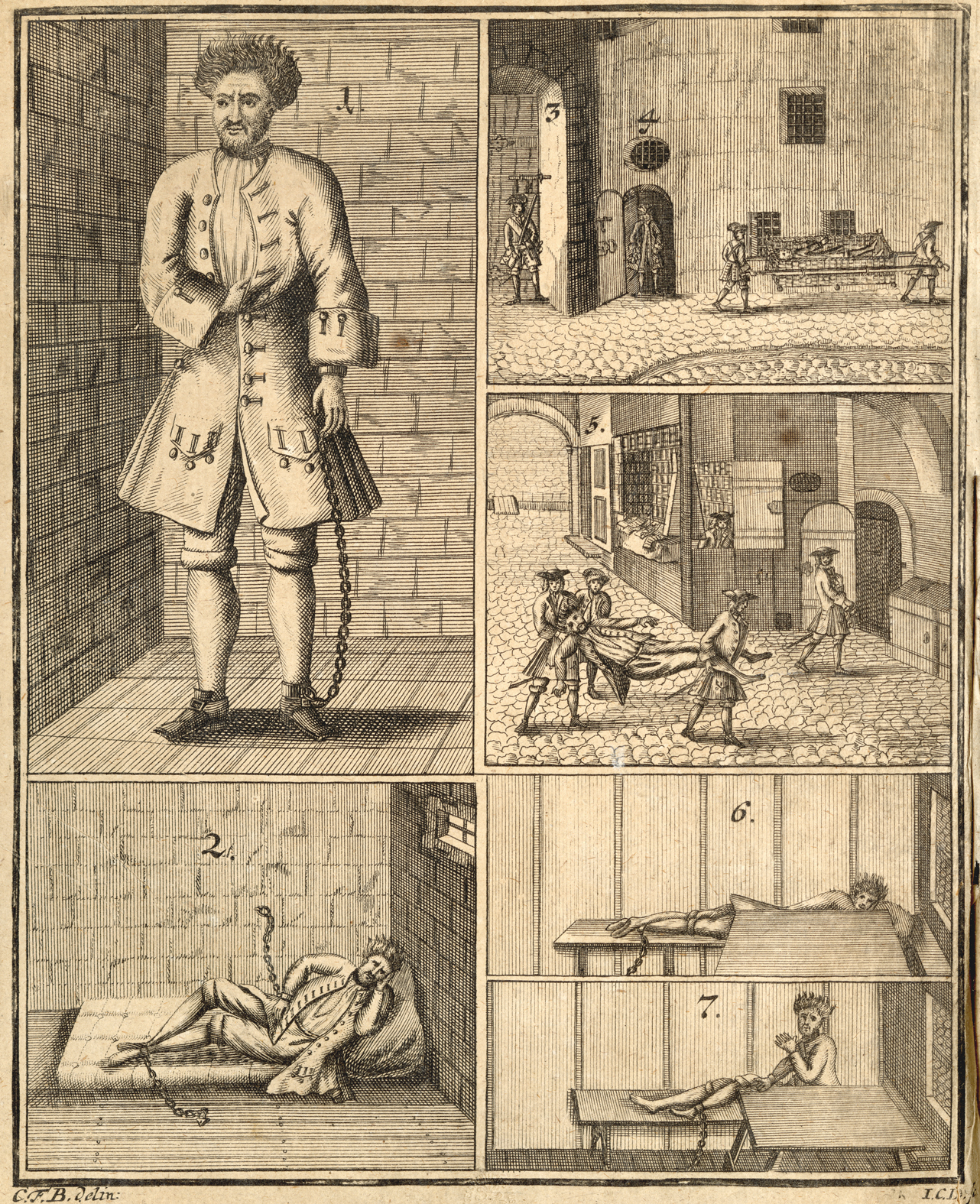
Wagner in der Haft

Der Leipziger Stadtrichter ließ im Februar 1720 eine ausführliche Beschreibung Wagners und eine Auflistung der bei ihm gefundenen Gegenstände mit der Bitte um mehr Informationen zur Person und weiteren Diebstählen veröffentlichen. Zahlreiche Zuschriften und Anzeigen gingen beim Stadtgericht ein, so z. B. zu Einbrüchen und Diebstählen in Kirchen in Mehna und Neuenhofen. Insgesamt konnten Wagner letztendlich 12 Diebstähle und Raubüberfälle zwischen 1713 und 1719 nachgewiesen werden, dazu wurde er wegen unerlaubten Waffenbesitzes, Fahnenflucht und Ehebruchs angeklagt. Das Stadtgericht ging davon aus, dass Johann David Wagner zusammen mit einem Komplizen im September 1719 in Waltersdorf im Kreisamt Altenburg auch einen Mann ermordet hatte, die Indizien reichten allerdings nicht für eine Anklage aus. Nach vierzehn Monaten Haft kam es im März 1721 zur Gerichtsverhandlung. Nachdem Wagner zunächst alle Beschuldigungen abgestritten hatte, gestand er unter Folter die ihm vorgeworfenen Taten. Im April verlas der Leipziger Schöppenstuhl sein Urteil: Der Delinquent wurde zum Tod verurteilt. Gerade Kirchenraub wurde zu jener Zeit streng geahndet. Wagner widerrief anschließend sein Geständnis, zudem verweigerte er kurz vor der geplanten Hinrichtung im Oktober 1721 dem bestellten Priester seine Beichte. Verunsichert durch die fehlende Absolution wandte sich das Stadtgericht an den sächsischen Kurfürsten August den Starken, der das Urteil aber bestätigte.
Johann David Wagner wurde am 21. November 1721 hingerichtet, was man als großes Schauspiel inszenierte. Unter Beisein tausender Zuschauer aus Leipzig und Umgebung holte eine große Gruppe von Stadtsoldaten Wagner aus dem Gefängnis am Grimmaischen Tor ab und zog zunächst auf den Markt. Im Alten Rathaus gab es nochmals eine einstudierte formelle Verurteilung Wagners mit ausgewählten Zuschauern, anschließend zog die lange Prozession u. a. mit singenden Thomanern (u. a. mit Gott der Vater steh uns bei oder Mitten wir im Leben sind) zur Richtstätte, dem Rabensteinplatz. Das Urteil wurde erst mehr als eine Stunde nach Ankunft der Prozession vollstreckt, weil Wagner immer wieder Gründe suchte, die Richtstatt nicht betreten zu müssen. Schließlich wurde Wagner enthauptet und anschließend gerädert.

## Rezeption
Der Kriminalfall wurde bereits zu Lebzeiten Wagners für die Zeit medial groß aufbereitet. Allein am Tag seiner Hinrichtung wurde der Bevölkerung in Leipziger Gasthöfen und Kaffeehäusern sowie auf dem Hinrichtungsplatz zwei Handzettel mit Porträtkupferstichen Wagners sowie zwei mehrblättrige Flugschriften angeboten. Bereits unmittelbar nach seinem Tod erschien im Dezember 1721 als Druck eine Predigt des in Taucha wirkenden Pastors Johann Gottlieb Hoffmann (1674–1750), die anlässlich der Exekution Wagners gehalten wurde und mit einem Bildnis des Räubers auf dem Titelblatt aufwartete. Hoffmann nutzte das Bild nur als optischen Aufmacher, inhaltlich ging es in der Predigt um Moses und die Exekution an einen israelitischen Sünder.
1722 erschien anonym ein mehr als 200-seitiges Buch mit zwölf Kapiteln und fünf Kupferstichen über Leben und Taten Wagners. Einleitend wurde dabei u. a. auch über kursächsische Rechtsgrundlagen durch Dekrete und andere Kriminalfälle ähnlicher Art berichtet. Da im Hauptteil zahlreiche Aussagen von Tatbeteiligten und Zeugen zitiert wurden, gilt das Buch als eine der frühen Quellen zur deutschen Gaunersprache.
1738 und 1748 wurde der Fall beispielhaft mehrfach in einem weit verbreiteten und in mehreren Auflagen erschienenen Lehrbuch zum damaligen Strafprozessrecht aufgegriffen.
Der Theologe und Pädagoge Johann Sigmund Stoy (1745–1808) nahm Johann David Wagner 1784 in sein bedeutendes Jugendbuch Bilder-Akademie für die Jugend als eines von sechs zur Abschreckung gedachten Beispielen für Berüchtigte Strassenräuber und Betrüger auf, im zugehörigen Bildband mit einem weiteren und von Daniel Chodowiecki gestochenen Porträt Wagners mit einem Messer in der Hand.
In späteren deutschen Pitavalen wurde der Fall Wagner immer wieder sehr ausführlich behandelt.